# Kantelîna, Illinți
Kantelîna (în ucraineană Кантелина) este o comună în raionul Illinți, regiunea Vinnița, Ucraina, formată numai din satul de reședință.

## Demografie
Componența lingvistică a satului Kantelîna
     Ucraineană (98,75%)
     Alte limbi (0,98%)
Conform recensământului din 2001, majoritatea populației satului Kantelîna era vorbitoare de ucraineană (98,75%), existând în minoritate și vorbitori de alte limbi.